# Литвинович Марина Олексіївна
Мари́на Олексії́вна Литвино́вич (нар. 19 вересня 1974, Москва) — російський політичний діяч, політтехнолог, журналіст, правозахисник, член виконкому коаліції «Інша Росія».
Внучка конструктора авіаційних двигунів Литвиновича Георгія Михайловича (1910—2010) і Шумиловой Олени Іванівни, солістки Державного Академічного Великого театру, заслуженої артистки РРФСР.

## Біографія
У 1995—1997 навчалася, а потім закінчила французький університетський коледж за спеціальністю «Соціологія».
У травні 1996 розпочала роботу у Фонді ефективної політики. Займала посаду директора ТОВ «Фонд ефективної політики» по новим проєктам. Основним напрямком діяльності Литвинович став Інтернет. У 1997 разом з Дмитром Івановим і Глібом Павловським створювала «Русский Журнал».
У 1998 закінчила філософський факультет Московського державного університету ім. Ломоносова за спеціальністю «Філософія та методологія науки». Очолила розробку офіційного і особистого сайтів першого віце-прем'єра Уряду РФ Бориса Нємцова. Після завершення роботи сайт став першим в Росії политсервером. Брала участь у виборчій кампанії з виборів прем'єр-міністра Ізраїлю. Був створений сервер ізраїльського громадського об'єднання репатріантів з країн СРСР-СНД «Ми — за Барака!». Ехуд Барак, на якого працювала Литвинович, переміг на виборах.
У 1999 брала участь у створенні сайтів Сергія Кирієнко Інтернет-Парламенту, сайтів «Вибори-1999» та «ВВП.ру», «Вибори-2000», «Примаков. Nu», двійника офіційного сайту Юрія Лужкова, сайту Володимира Путіна як кандидата в президенти РФ, ряду політичних спецпроєктів в період виборів 1999—2000. Брала участь у виборчій кампанії кандидата в мери Москви Сергія Кирієнко. Викладала у Вищій школі економіки. Читала лекції з інтернет-бізнесу для студентів 2-4 курсів.
У 1999—2000 навчалася в аспірантурі МДУ за спеціальністю «Політолог», однак не закінчила навчання.
У 2000 Марина Литвинович посіла друге місце в номінації " Людина року на мережевому конкурсі проводиться під егідою Інтернет-академії — РОТОР 2000 (перше місце посів Максим Кононенко).
Брала участь у розробці концепції проєктів «Газета.ру», «ЗМІ.ру», «Вести.ру», «Україна.ру», «Иносми.ру», а також ряду передвиборчих проєктів на виборах Верховної Ради на Україні. Засновник «Російського медіа-центру» в Києві.
З 2000 по 2002 — генеральний директор, шеф-редактор мережевого інформаційного проєкту «Країна.ру».
У 2001—2002 брала участь у виборчій кампанії з виборів у Верховну раду України.
У 2001 увійшла до складу журі конкурсу на кращу концепцію й дизайн офіційного сайту президента РФ.
У грудні 2002 Марина Литвинович залишає ФЕП за власним бажанням.
З січня 2003 працює у федеральному штабі партії «Союз правих сил» під час виборної кампанії в Державну думу. Литвинович займає посаду заступника керівника виборчого штабу. Але вже у вересні 2003 Марина Литвинович залишає СПС через розбіжності з Анатолієм Чубайсом, який був прихильником ведення інформаційної війни проти партії «Яблуко».
У вересні-жовтні 2003 працювала політичним радником Михайла Ходорковського, разом з яким здійснила поїздки по 8 регіонах Росії. Литвинович працювала з Михайлом Ходорковським аж до дня його арешту 25 жовтня 2003 року. Восени-взимку 2003 року Марина Литвинович працювала директором проєктів фонду «Відкрита Росія», заснованому співвласниками «ЮКОС» Михайлом Ходорковським і Леонідом Невзліним.
У січні 2004 року очолила виборчий штаб кандидата на пост президента Росії Ірини Хакамади. Після закінчення виборчої кампанії Литвинович увійшла в оргкомітет партії «Вільна Росія», яку створювала Ірина Хакамада. У лютому посіла 7 місце у Топ-10 політтехнологів Росії за версією газети «Известия». Влітку Литвинович стала одним з координаторів «Комітету-2008: Вільний вибір».
З лютого 2005 політичний радник Гаррі Каспарова, член Федеральної ради (Об'єднаного громадянського фронту). Перший політичний виступ Литвинович відбулося на мітингу на захист прав жителів міста у липні в місті Находка. У липні 2005 року створила сайт «Правда Беслана» для того, щоб зібрати весь фактичний матеріал, пов'язаний з трагедією в Беслані 1-3 вересня 2004. Почала вести кампанію в підтримку постраждалих в Беслані. Виступила організатором кількох мітингів по бесланській темі. Стає директором Фонду допомоги жертвам терору. У листопаді 2005 очолила передвиборчий штаб популярного сатирика, телеведучого Віктора Шендеровича, який балотувався на додаткових виборах в Держдуму РФ по 201 Університетського округу Москви. 4 грудня 2005 Віктор Шендерович програв кандидату від «Єдиної Росії» кінорежисерові Станіславу Говорухіну (17 та 39 %, відповідно). З кінця 2005 фактично припинила бути політтехнологом і почала займатися правозахисною та політичною діяльністю.
У 2006 Литвинович посіла 4 місце в рейтингу Топ-50 молодих політиків за версією газети «Re: Акція».
28 січня 2006 ініціювала і провела «збори небайдужих громадян» біля Міністерства оборони РФ з приводу ситуації з солдатом Андрієм Сичовим, за що була піддана адміністративному покаранню — штрафу. 23 лютого того ж року на тому ж місці провела узгоджений мітинг на підтримку Сичова.
20 березня 2006 увечері недалеко від офісу ОГФ на Марину Литвинович напали. Били виключно по голові, вона одразу знепритомніла. «Швидка допомога» відвезла її в НДІ ім. Скліфосовського. Лікарі констатували наявність великої кількості саден і синців, а також поставили діагноз — підозра на струс мозку. Було заведено кримінальну справу. Як найбільш ймовірну причину нападу Литвинович називає діяльність, пов'язану з розслідуванням теракту в Беслані.
З весни 2006 року займається розслідуванням випадків масового отруєння чеченської і інгушської дітей невідомою речовиною.
У 2006—2008 роках у складі коаліції «Інша Росія» Марина Литвинович бере активну участь в організації та проведенні «Маршів незгодних».
У 2007 Марина Литвинович представляла Росію в журі конкурсу «Best of the Blogs-2006», організованого «Німецькою хвилею», підсумки конкурсу підбили у Берліні. Литвинович увійшла в список Топ-20 найкращих політтехнологів Росії за версією «Загальної газети.ру». У списку вона посіла 15 місце.
У грудні 2008 року Марина Литвинович призначена на посаду виконавчого директора Об'єднаного громадянського фронту (ОГФ), замінивши на цій посаді Дениса Билунова.
23 жовтня 2009 року Литвинович зняли з посади виконавчого директора ОГФ. За зняття Литвинович з посади проголосували більшість членів бюро федеральної ради ОГФ. Дві людини висловилися проти її відставки, ще один утримався. Підставою для зняття з посади стала опублікована 20 жовтня 2009 року стаття, в якій Литвинович закликала українську опозицію «не застрявати в конфронтаційної риторики і маргинальщине». Лідер ОГФ Гаррі Каспаров назвав цю статтю «спробою змусити опозицію співпрацювати з Медведєвим».
1 червня 2010 р. Литвинович запустила агрегатор блогів «BestToday [Архівовано 17 грудня 2017 у Wayback Machine.]». У цьому ж році брала участь у розробці та реалізації концепції громадської кампанії «Сахаровское рух» щодо створення сучасного музею в квартирі академіка А. Д. Сахарова.
22 квітня 2011 року розпочала моніторинг-викриття «Влада Сімей—2011. Уряд» на сайті Election2012.ru [Архівовано 24 грудня 2017 у Wayback Machine.]
Є директором Фонду допомоги жертвам терору.

## Особисте життя
Виховує трьох синів.
У 2001 р. у Марини Литвинович і дизайнера Артемія Лебедєва народився син Сава Лебедєв.
Третя дитина народилася 21 березня 2012.